# TT109
TT109 (Theban Tomb 109) è la sigla che identifica una delle Tombe dei Nobili ubicate nell’area della cosiddetta Necropoli Tebana, sulla sponda occidentale del Nilo dinanzi alla città di Luxor, in Egitto. Destinata a sepolture di nobili e funzionari connessi alle case regnanti, specie del Nuovo Regno, l'area venne sfruttata, come necropoli, fin dall'Antico Regno e, successivamente, sino al periodo Saitico (con la XXVI dinastia) e Tolemaico.

## Titolare
TT109 era la tomba di:
| Titolare | Titolo                                                                                         | Necropoli           | Dinastia/Periodo              | Note                            |
| -------- | ---------------------------------------------------------------------------------------------- | ------------------- | ----------------------------- | ------------------------------- |
| Min      | Sindaco di Tjeny (Thinis); Supervisore dei profeti di Inherit (Onuris), Tutore di Amenhotep II | Sheikh Abd el-Qurna | XVIII dinastia (Thutmosi III) | a nord della TT23 e della TT106 |

## Biografia
L'importanza di Min è ricavabile dai titoli a lui assegnati e, in particolare, dall'incarico devolutogli, durante il regno di Thutmosi III, di tutore del principe ereditario destinato a succedere al padre con il nome di Amenhotep II
E che non si sia trattato solo di un incarico onorifico, sarebbe attestato da alcuni dipinti parietali e, segnatamente, da quello in cui (n.ro 5 in planimetria) il futuro Amenhotep II siede, bambino, sulle ginocchia di Min e, poco oltre, quest'ultimo che insegna ad Amenhotep II a tirar d'arco nel cortile del palazzo di Tienj (Thinis) con ciò sottolineando che effettivamente il principe abbia trascorso alcun tempo con il suo tutore. Il principe Amenhotep, anche in altri rilievi, è inoltre sempre indicato con il titolo sa-neswt, ovvero "figlio del re" e mai come sovrano; ciò indicherebbe che Min morì precedentemente alla sua assunzione del trono.
Uniche notizie biografiche ricavabili della TT109 sono i nomi della madre del defunto, Say, e del figlio Sebkmosi.

## La tomba
La tomba si presenta costituita da un cortile, un corridoio e una sala trasversale, secondo la planimetria tipica delle tombe di questo periodo. In una planimetria risalente al 1888-1889 di Philippe Virey sulla parete nord della sala si apriva una sola cappella nell'angolo ovest; nella planimetria riportata da Porter e Moss le cappelle sono due, con una seconda nell'angolo est; dal 1996, e oggi, dopo gli scavi della missione italo-spagnola del 2013-2014, si è aggiunta una terza cappella in posizione centrale. Nell'angolo est, inoltre, si apre l'ingresso alla tomba TT327.
Nel cortile si trovano i resti di una stele (1 in planimetria) con rappresentazione, in due registri sovrapposti, del defunto e della madre in offertorio ad alcune divinità. Sulle pareti del corridoio di accesso (2) il defunto in atto di uscire dalla tomba; sulle pareti della sala trasversale (3) il defunto, accompagnato da tre file di parenti, in atto di offertorio nel tempio, per conto di Thutmosi III, alla presenza di musicisti (suonatrici di sistro e cantanti) e di tre portatrici di flabello. Poco discosto (4), in due registri sovrapposti il defunto ispeziona un edificio della sacra barca (?), mentre il figlio Sebkmosi offre fiori anche alla madre Say che, a sua volta, ispeziona un giardino. IN altra scena contigua (5), su quattro registri sovrapposti, il defunto ispeziona e contabilizza prodotti vari, in qualità di tutore, tiene il piccolo Amenhotep II sulle ginocchia e, poco oltre, lo assiste in lezioni di tiro con l'arco nel cortile del suo palazzo di Tienj (Thinis); nell'angolo inferiore della sala (6 - 7), i resti di due statue e di un lungo testo; seguono (8) scene del defunto che ispeziona la sua tomba e, su cinque registri (9), il figlio Sebkmosi che offre fiori al defunto e alla di lui madre in presenza di musicisti (liutiste, danzatrici, flautiste, suonatrici di tamburello, un arpista maschio ed un suonatore di arpa da spalla). Alcuni dipinti sono illeggibili, (10) forse il defunto in atto di offrire libagioni di incenso, (11) il defunto, la madre (di cui è riportato il nome tuttavia illeggibile) e altri familiari a pesca e a caccia, (12) portatori di offerte e (13) portatori di prodotti delle terre paludose tra cui alcune cicogne.
Un breve corridoio, sulle cui pareti (14) i resti di dipinti del defunto in atto di recare offerte a divinità non identificabili e di testi, dà accesso alla cappella ovest sul cui fondo (15) si trovano i resti di quattro statue; nella cappella est (16) alcuni preti in processione e (17) scene di caccia ad animali selvatici nel deserto.
Proprio sopra la TT109 si trovava l'abitazione di Norman e Nina de Garis Davies.

### Annotazioni
1. ↑  La numerazione dei locali e delle pareti segue quella di Porter e Moss 1927, pp. 226-227.
2. ↑  La prima numerazione delle tombe, dalla numero 1 alla 253, risale al 1913 con l’edizione del "Topographical Catalogue of the Private Tombs of Thebes" di Alan Gardiner e Arthur Weigall. Le tombe erano numerate in ordine di scoperta e non geografico; ugualmente in ordine cronologico di scoperta sono le tombe dalla 253 in poi.
3. ↑  I campi della Duat, ovvero l'aldilà egizio, si trovavano, secondo le credenze, proprio sulla riva occidentale del grande fiume.
4. ↑  Nella sua epoca di utilizzo, l'area era nota come "Quella di fronte al suo Signore" (con riferimento alla riva orientale, dove si trovavano le strutture dei Palazzi di residenza dei re e i templi dei principali dei) o, più semplicemente, "Occidente di Tebe".
5. ↑  le Tombe dei Nobili, benché raggruppate in un'unica area, sono di fatto distribuite su più necropoli distinte.
6. ↑  Le note, sovente di inquadramento topografico della tomba, sono tratte dal "Topographical Catalogue" di Gardiner e Weigall, ed. 1913 e fanno perciò riferimento alla situazione dell'epoca.
7. ↑  Dalle iscrizioni parietali di TT109, ma anche da molti coni funerari a lui intestati: Sindaco di Tienj (Thinis), Sindaco delle Oasi, Supervisore dei Profeti di Osiride e di Onuris, Tutore di Amenhotep II, Portatore dei Sigilli del re dell'Alto e Basso Egitto, Supervisore dell'esercito della riva occidentale, Amministratore Capo del Signore delle Due Terre, Capo sorvegliante del sud, Scriba.
8. ↑  Tali notizie, più estese di quelle desumibili dal lavoro di Porter e Moss 1927 e confermate dagli aggiornamenti del medesimo lavoro del 1970, sono ricavabili dal sito www.min-project.com della missione italo-spagnola che ha eseguito scavi e rilievi della TT109 nel periodo 2013-2014.
9. ↑  Tale scena, inoltre, venne già ricopiata in occasione della realizzazione della "Description de l'Égypte" (1808-1809).
10. ↑  In cui si aprono anche gli accessi alle tombe TT23 e TT106.
11. ↑  Philippe Virey (1853-1920), egittologo francese.

### Fonti
1. ↑  Gardiner e Weigall 1913.
2. ↑  Donadoni 1999,  p. 115.
3. ↑  Gardiner e Weigall 1913, p. 26.
4. ↑  Gardiner e Weigall 1913, pp. 26-27.
5. ↑  (IT) Progetto "Min" (TT109):, su min-project.com. URL consultato il 10.01.2018.
6. ↑  Porter e Moss 1927,  p. 226.
7. 1 2  Porter e Moss 1927,  pp. 226-227.
8. ↑  Kampp 1996.
9. 1 2  (IT) Progetto "Min" (TT109):, su min-project.com.